# وداع الربيع
وداع الربيع أو الكلاركية الجذابة (الاسم العلمي:Clarkia amoena، سابقًا Godetia amoena جوديشيا) زهرة زراعية حولية أصلها غرب شمال أمريكا. تزرع وداع الربيع عادة كنبتة زينة، وتأتي بألوان مختلفة. وهي نوع من النباتات تتبع جنس الكلاركية من فصيلة الأخدرية.